# Піхотна дивізія «Демба»
Піхотна дивізія «Демба» (нім. Infanterie-Division Demba) — піхотна дивізія Вермахту за часів Другої світової війни. Участі в бойових діях не брала.

## Історія
Піхотна дивізія «Демба» сформована 27 січня 1944 року у ході 24-ї хвилі мобілізації у військовому окрузі Генеральної губернії на навчальному центрі Демба (нім. Truppenübungsplatz Demba), як «дивізія-тінь» (нім. Schatten-Division) з 141-ї резервної дивізії. Однак, формування незабаром було скасоване і особовий склад був спрямований на доукомплектування 68-ї піхотної дивізії, а в липні 1944 року штаб дивізії «Демба» перетворений на штаб знов сформований штаб 64-ї піхотної дивізії.